# Grivița (Vaslui)
Griviţa is een Roemeense gemeente in het district Vaslui.
Griviţa telt 3693 inwoners.